# Sumbawadrossel

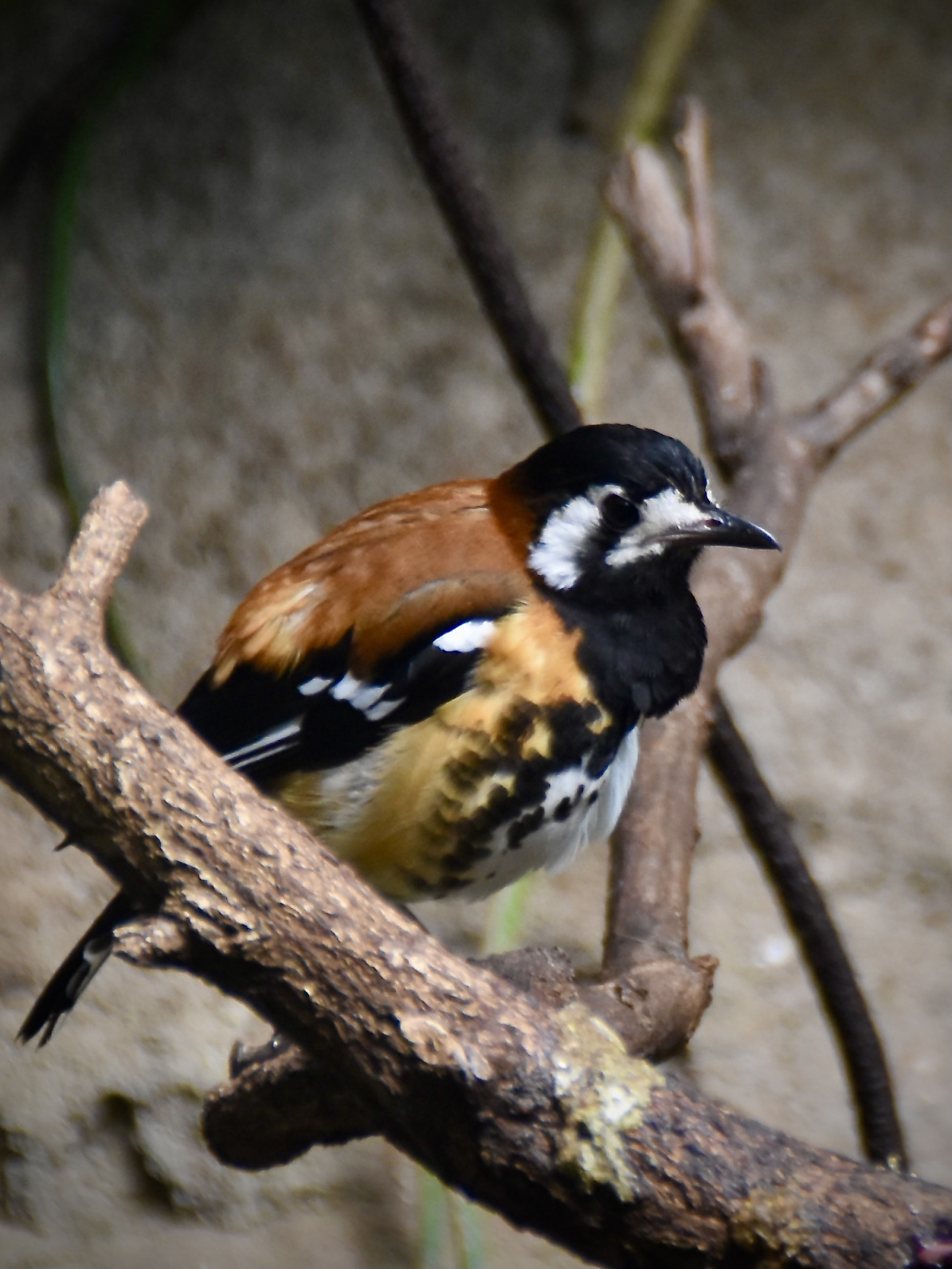
Sumbawadrossel im Kölner Zoo

Die Sumbawadrossel (Geokichla dohertyi) ist ein in Asien vorkommender Singvogel aus der Familie der Drosseln (Turdidae). Der Artname ehrt den amerikanischen Entomologen William Doherty.

## Merkmale
Die Sumbawadrossel erreicht eine Körperlänge von ca. 18 Zentimetern. Der Oberkopf einschließlich des Scheitels sowie Hals, Kehle und Brust sind schwarz. Das Gesicht ist weiß, ein schwarzer Streifen verläuft schräg über die Augen. Der Rücken ist kastanienbraun, die Unterseite weißlich. Die Flanken haben eine gelbliche Farbe und sind mit dunkelbraunen Sprenkeln versehen. Von den schwarzen Flügeldecken heben sich einige weiße Markierungen ab. Die Schwanzfedern sind schwarz. Zwischen den Geschlechtern besteht ein leichter Sexualdimorphismus, der sich dadurch ausdrückt, dass die Männchen etwas dunkler gefärbt sind als die Weibchen. Der Schnabel ist bei beiden Geschlechtern schwarzblau, die Iris schwarz, Beine und Füße haben eine rötliche Farbe.

## Ähnliche Arten
Die sehr ähnliche auf Kabaena und Sulawesi vorkommende Rotrückendrossel (Geokichla erythronota) unterscheidet sich in erster Linie dadurch, dass ihr Scheitel braun und der Schnabel grünlich blau ist.

## Verbreitung und Lebensraum
Sumbawadrosseln kommen lokal auf einigen der Kleinen Sundainseln in Indonesien sowie in Osttimor vor. Ihre bevorzugten Lebensräume sind Wälder. Sie sind meist in Höhenlagen zwischen 400 und 2300 Metern anzutreffen.

## Lebensweise
Sumbawadrosseln halten sich überwiegend in Wäldern auf und suchen einzeln am Boden oder in niedriger Vegetation nach Nahrung. Ihr Gesang ist wohlklingend und enthält eine Reihe von Kadenzen. Die Art wird zuweilen in Zoos gehalten und gezüchtet.

## Bestand und Gefährdung
Die Sumbawadrossel ist in ihren Vorkommensgebieten im Rückgang begriffen und wird von der Weltnaturschutzorganisation IUCN als „near threatened = potenziell gefährdet“ geführt.